# Rue des Haudriettes
La rue des Haudriettes est une rue du 3e arrondissement de Paris.

## Situation et accès
La rue est située dans le quartier du Marais. Elle se trouve dans le prolongement de la rue des Quatre-Fils et de la rue Michel-le-Comte. Aujourd'hui, il s'agit d'une rue paisible du Marais, ponctuée par quelques bars.
Ce site est desservi par les stations de métro Rambuteau (ligne 11), République (lignes 3, 5, 8, 9 et 11), Hôtel de Ville (lignes 1 et 11) et Arts et Métiers (lignes 3 et 11).

## Origine du nom
Étienne Haudry, grand panetier de Philippe le Bel, fonda en 1306 la Société des femmes veuves. Afin de l'en remercier, ces religieuses hospitalières, qui possédaient plusieurs maisons en cet endroit, prirent le nom d'« Haudriettes » et leur maison devint l'hospice des Haudriettes.

## Historique
Elle fut ouverte vers 1290 dans le lotissement de la Ville-Neuve du Temple créé par l'ordre des Templiers, sous le nom de la « rue Jehan-l'Huillier », en raison d'un particulier de ce nom qui y demeurait.
En 1306, les Haudriettes s'installèrent dans cette rue qui prit alors le nom de « rue des Haudriettes ».
On lui donna ensuite le nom de « rue de L'Échelle-du-Temple », en raison d'une échelle patibulaire que le grand prieur de France y avait fait élever. Des fragments de cette échelle se voyaient encore, en 1789, au coin de cette rue et de la rue Sainte-Avoie. Ces instruments étaient des espèces de piloris ou carcans qui servaient de marques de haute justice. Pendant les premières années du règne de Louis XIV, ou plutôt à l'époque de la toute-puissance de Mazarin, quelques jeunes seigneurs, excités par de fréquentes libations, se mirent à brûler, en chantant, l'échelle de la justice du Temple. Le cardinal la rétablit sur-le-champ, et leur fit ainsi connaître son mécontentement :

« Messieurs, si pareil scandale se renouvelle, vous payerez d'abord les frais de la reconstruction de l'échelle, et vous l'étrennerez ensuite. »

L'archevêque de Paris avait deux échelles, l'une sur le parvis Notre-Dame, l'autre au port Saint-Landry.
Elle est citée sous le nom de « rue des Haudriettes », pour une partie, et « rue de l'Eschelle du Temple », pour l'autre partie, dans un manuscrit de 1636 dont le procès-verbal de visite, en date du 22 avril 1636, indique : « pleine de boues et d'immundices ».
En 1662, les Haudriettes quittèrent leur chapelle située dans cette rue.
En 1636, la « rue de l'Échelle-du-Temple » portait le nom « rue de la Fontaine », en raison d'une fontaine que la Ville y avait fait construire, avant de reprendre vers 1650 la dénomination de « rue des Vieilles-Haudriettes » pour reprendre le nom de « rue des Haudriettes » en 1881.

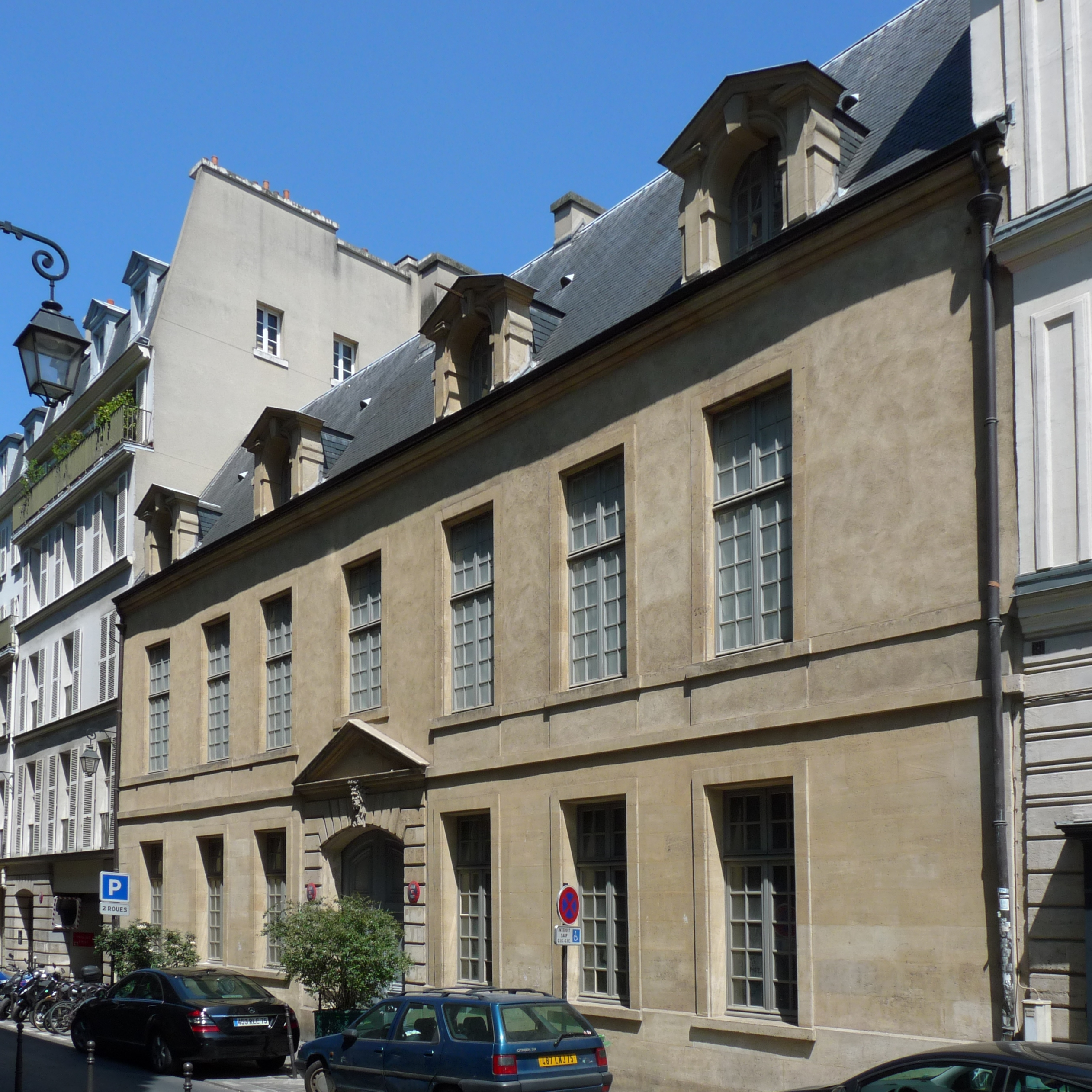
Hôtel au no 4.

## Bâtiments remarquables et lieux de mémoire
- La fontaine des Haudriettes se trouve au coin de la rue des Archives.
- Nos 4 et 6 : hôtel particulier dit hôtel de Bondeville, qui appartenait en 1555 à Thomas Raponel, seigneur de Bondeville. La famille de Mailly en prend possession de 1680 à 1784 et lui donne son nom d’ »hôtel de Mailly ». L’hôtel fut construit dans la seconde moitié du XVIIe siècle, la date exacte restant incertaine[3]. À la fin du XIXe siècle, il abrite le « Comptoir général de la bimbeloterie »[4] . Les façades sur cour sont inscrites aux monuments historiques[5].
- No 5 : emplacement de la maison natale du dessinateur et aquarelliste Paul Gavarni, né le 13 janvier 1804. C'est aussi là que vivait la famille de Rose Berkowicz, résistante morte à Drancy[6].
- No 8 : maison datant de 1618.
- No 14 : maison à pignon.
- À l'intersection de la rue du Temple, la place Renée-Vivien occupe l'emplacement de l'ancien hôtel de Trudaine (1718) nommé d'après le conseiller d'Etat et prévôt des marchands révoqué injustement par le Régent pour avoir refusé de tremper dans les spéculations du Mississipi. Auparavant l'hôtel avait appartenu aux Turgot de Ste-Claire. Il en restait des vestiges en 1910[7].

## Littérature
Le roman Fromont jeune et Risler aîné, d'Alphonse Daudet a pour cadre la rue « Vieilles-Haudriettes ».

## Pour approfondir